# Wadi Dinar
Das Wadi Dinar ist ein Wadi in Libyen. Es ist etwa zwei Kilometer breit und liegt etwa 20 Kilometer von Bani Walid entfernt. Es befindet sich durchschnittlich 177 Meter über dem Meeresspiegel.
Das Wadi ist mit Olivenbäumen bewachsen.

## Geschichte
Im Unabhängigkeitskrieg gegen Italien fand im Wadi Dinar 1928 eine Schlacht statt.
Im Bürgerkrieg 2011 wurde gemeldet, dass Chamis al-Gaddafi am 27. August, gemeinsam mit einem Sohn von Abdullah al-Senussi, in dem Wadi in einen Hinterhalt geriet und getötet wurde.